# Халле (Бельгия)
Ха́лле (нидерл. Halle [ˈɦɑlə], фр. Hal) — коммуна в провинции Фламандский Брабант (округ Халле-Вилворде), Фландрия, Бельгия. Это одна из самых южных коммун Фландрии. Общая площадь составляет 44,4 км², плотность населения — 796 жителей за км². Общая численность населения — 35 350 чел. (1 января 2008, оценка). Халле является частью области Пайоттенланд. 
Его население имеет тенденцию к росту за счёт переселения сюда франкоязычных брюссельцев, доля которых достигает 10 %. Учитывая что единственный официальный язык коммуны — нидерландский, отношения между местными властями и франкофонами напряжены.
Возле города находится лес с тысячами диких колокольчиков (гиацинтов) Халлер-Бос.
6 июня 1807 года здесь родился, а 26 ноября 1866 года здесь же и умер «едва ли не наиболее выдающийся из виолончелистов-виртуозов» Адриен-Франсуа Серве.